# So n'Eixida
So n'Eixida és una possessió del terme de Llucmajor, Mallorca. Està situada a la marina, prop de la carretera que uneix Llucmajor amb s'Estanyol de Migjorn. Es troba ja documentada el 1552 i pertanyia a l'honor Mateu Salom. Tenia cases i molí de sang, i es dedicava al conreu de cereals i a la ramaderia ovina.